# Kika Szaszkiewiczowa
Irena Maria Szaszkiewicz z domu Jarochowska herbu Przerowa, ps. Kika (ur. 4 marca 1917 w Babicy, zm. 11 sierpnia 2014 w Krakowie) – artystka Piwnicy pod Baranami, bohaterka komiksu Kazimierza Wiśniaka i Piotra Skrzyneckiego Szaszkiewiczowa, czyli Ksylolit w jej życiu publikowanego na łamach „Przekroju”, blogerka, autorka wspomnień.

## Życiorys
W lipcu 1939 ukończyła trzyletnie studia w Prywatnym Instytucie Gospodarczego Kształcenia Kobiet im. Janiny Karłowicz w Snopkowie. W czasie okupacji działała w Armii Krajowej.
Po śmierci ojca, który pracował jako fachowiec na Ziemiach Zachodnich, przeprowadziła się z rodziną do Krakowa.
W latach 50. zaczęła być stałą bywalczynią i jedną z osób tworzących środowisko Piwnicy pod Baranami, choć była starsza o około dwadzieścia lat od reszty osób odwiedzających Piwnicę. Piotr Skrzynecki wpadł na pomysł, aby stworzyć komiks opowiadający o przygodach Szaszkiewiczowej. Efektem tego była seria historii obrazkowych Szaszkiewiczowa, czyli Ksylolit w jej życiu publikowana od 1958 na łamach „Przekroju”. Skrzynecki był autorem scenariuszy, zaś Kazimierz Wiśniak tworzył rysunki.
Wyemigrowała do Norwegii i od 1969 mieszkała w Stavanger. Organizowała pomoc humanitarną (paczki z żywnością i odzieżą) dla ludności Krakowa. Przekazała drukarkę Komisji „Solidarności” przy Oddziale i Placówkach PAN. W 2007 Szaszkiewiczowa powróciła do Polski.
Była autorką wspomnień Podwójne życie Szaszkiewiczowej (Wydawnictwo Literackie, Kraków 2011) i prowadzonego od stycznia 2013 bloga Kika – Moje pierwsze 100 lat (co czyniło ją najstarszą blogerką w Polsce).
24 lutego 2014, podczas jubileuszu swoich 97. urodzin, została uhonorowana odznaką „Honoris Gratia” za wybitne zasługi dla Krakowa. Laudację na jej cześć wygłosił Jerzy Vetulani. 8 sierpnia tegoż roku otrzymała z rąk wojewody małopolskiego Krzyż Oficerski Orderu Odrodzenia Polski.

## Życie prywatne
Była córką Joachima Jarochowskiego herbu Przerowa i Marii z Wiktorów. Miała dwoje rodzeństwa: Marię, pisarkę i działaczkę komunistyczną, oraz Konstantego, fotografa. W 1944 poślubiła Antoniego Szaszkiewicza, z którym miała dwóch synów: Macieja i Joachima.
Mieszkała przy ulicy Urzędniczej, pracowała jako pielęgniarka w szpitalu w Nowej Hucie.
Zmarła 11 sierpnia 2014 w Krakowie. Została pochowana na cmentarzu Rakowickim.